# Ritmo (Bad Boys for Life)
Ritmo (Bad Boys for Life) è un singolo del gruppo musicale statunitense Black Eyed Peas e del cantante colombiano J Balvin, pubblicato il 12 ottobre 2019 come primo estratto della colonna sonora del film Bad Boys for Life e dall'ottavo album in studio dei Black Eyed Peas Translation.

## Descrizione
Scritto dai due componenti del gruppo will.i.am e apl.de.ap insieme a Keith Harris, J Balvin, Francesco Bontempi, Michale Gaffey, Peter Glenister, Annerley Gordon e Giorgio Spagner, il brano è caratterizzato dalla presenza di un campionamento del singolo The Rhythm of the Night della cantante italiana Corona.

## Video musicale
Il video musicale è stato reso disponibile il 10 ottobre 2019 attraverso il canale YouTube del gruppo.

## Tracce
Testi e musiche di William Adams, Allan Pineda, Keith Harris, Jose Alvaro Osorio Balvin, Francesco Bontempi, Michale Gaffey, Peter Glenister, Annerley Gordon e Giorgio Spagner.
Download digitale
1. Ritmo (Bad Boys for Life) – 3:41

Download digitale – Remixes
1. Ritmo (Bad Boys for Life) (Steve Aoki Remix) – 3:51
2. Ritmo (Bad Boys for Life) (SWACQ Remix) – 3:44
3. Ritmo (Bad Boys for Life) (Rosabel Club Remix) – 7:38
4. Ritmo (Bad Boys for Life) (Rosabel Club Remix) – 7:40
5. Ritmo (Bad Boys for Life) (DJLW Remix) – 5:27

## Formazione
Gruppo
- Will.i.am – voce
- Apl.de.ap – voce

Altri musicisti
- J Balvin – voce

Produzione
- will.i.am – produzione esecutiva, direzione artistica, registrazione, ingegneria del suono, produzione, tracker
- Eddie Axley – direzione artistica, design logo, grafica
- Cody Atcher – design logo, grafica
- Po Shapo Wang – grafica
- Ernest Weber – grafica
- Pasha Shapiro – grafica
- Nabil Elderkin – fotografia
- Dylan "3D" Dresdow – registrazione, ingegneria del suono, missaggio, mastering, tracker
- Keith Harris – coproduzione
- Hector Acosta – tracker

## Successo commerciale
Ritmo (Bad Boys for Life) ha debuttato alla posizione 100 della Billboard Hot 100 statunitense nella pubblicazione del 30 novembre 2019, segnando la 17ª entrata per i Black Eyed Peas nella Hot 100 e la prima da Don't Stop The Party nel 2011. Nella sua 18ª settimana ha raggiunto il numero 26, diventando la 15ª top fourty del gruppo e la quarta per Balvin in tale classifica.
In Italia il singolo ha raggiunto la terza posizione della Top Singoli, risultando l'88º brano più trasmesso dalle radio al termine dell'anno.

## Classifiche

### Classifiche settimanali
| Classifica (2019-20)  | Posizione massima |
| --------------------- | ----------------- |
| Argentina             | 2                 |
| Australia             | 100               |
| Austria               | 67                |
| Belgio (Fiandre)      | 30                |
| Belgio (Vallonia)     | 27                |
| Canada                | 31                |
| Colombia              | 1                 |
| Costa Rica            | 2                 |
| Croazia               | 17                |
| Estonia               | 19                |
| Francia               | 10                |
| Germania              | 24                |
| Grecia                | 19                |
| Guatemala             | 1                 |
| Irlanda               | 53                |
| Italia                | 3                 |
| Lituania              | 28                |
| Lussemburgo           | 6                 |
| Messico               | 1                 |
| Paesi Bassi           | 72                |
| Panama                | 8                 |
| Perù                  | 159               |
| Polonia               | 11                |
| Portogallo            | 11                |
| Repubblica Ceca       | 82                |
| Repubblica Dominicana | 4                 |
| Romania               | 1                 |
| Russia                | 2                 |
| Slovacchia            | 48                |
| Slovenia              | 13                |
| Spagna                | 2                 |
| Stati Uniti           | 26                |
| Svezia                | 72                |
| Svizzera              | 6                 |
| Ucraina               | 5                 |
| Uruguay               | 5                 |

### Classifiche di fine anno
| Classifica (2019) | Posizione |
| ----------------- | --------- |
| Italia            | 93        |
| Spagna            | 76        |
| Classifica (2020) | Posizione |
| Belgio (Fiandre)  | 90        |
| Belgio (Vallonia) | 79        |
| Canada            | 62        |
| Ecuador           | 3         |
| Francia           | 56        |
| Germania          | 76        |
| Italia            | 67        |
| Paraguay          | 4         |
| Portogallo        | 51        |
| Romania           | 12        |
| Russia            | 25        |
| Spagna            | 35        |
| Stati Uniti       | 50        |
| Svizzera          | 54        |
| Ucraina           | 35        |
| Classifica (2021) | Posizione |
| Russia            | 177       |
| Ucraina           | 198       |
| Classifica (2024) | Posizione |
| Estonia           | 115       |